# Thorben Koop
Thorben Koop (* 31. Januar 1997 in Lingen (Ems)) ist ein deutscher Schachspieler. Koops größte Erfolge sind der Turniersieg beim 41. Guernsey Chess Festival und die Teilnahme an der U18-Mannschaftseuropameisterschaft 2014 in Iași. Zudem hat er seit 2016 den Titel Internationaler Meister.

## Mannschaften
Koop spielte bis 2015 für den SV Lingen, anschließend wechselte er zum SV Werder Bremen, bei dem er in der ersten und zweiten Mannschaft spielte. Zur Saison 2019/20 wechselte Koop zurück zum SV Lingen, blieb dort aber ohne Einsatz. Seit 2021 gehört Thorben Koop der Schachabteilung von Blau-Weiss Buchholz an. In der niederländischen Meesterklasse spielte er von 2015 bis 2018 für SISSA Groningen, in der österreichischen Bundesliga von 2013 bis 2019 für den SV Jacques Lemans St. Veit (seit 2017 SV Pillenkönig St. Veit).

## Größte Erfolge
- Mannschaftseuropameisterschaft der Jugend (MEM U18; 2014 in Iasi / Rumänien)[2]
- Turniersieg Guernsey Open (2015)[1]

## Biographie
Thorben Koop besuchte von 2003 bis 2007 die Grundschule in Altenlingen / Lingen (Ems). Von 2007 bis 2015 besuchte er das Gymnasium Georgianum in Lingen (Ems) und schloss mit dem Abitur ab. Sein Vater Michael Koop ist Sprecher der niedersächsischen Kreis- und Stadtsportbünde, Mitglied im Präsidium des LSB Niedersachsen und Präsident des KSB Emsland.